# 裸柱头柳
裸柱头柳（学名：Salix psilostigma）为杨柳科柳属的植物。分布在锡金、尼泊尔、不丹、印度以及中国大陆的西藏等地，生长于海拔3,000米至3,600米的地区，一般生于河谷和冷杉林的林缘，目前尚未由人工引种栽培。

## 异名
- Salix dulongensis P. Y. Mao et H. Li ined.
- Salix leindanensis P. Y. Mao et H. Li